# Snodgrassia
Snodgrassia là một chi bướm đêm thuộc phân họ Tortricinae của họ Tortricidae.

## Các loài
- Snodgrassia buruana (Diakonoff, 1941)
- Snodgrassia calliplecta Diakonoff, 1983
- Snodgrassia petrophracta (Meyrick, 1938)
- Snodgrassia stenochorda (Meyrick, 1928)